# Bondarzewia
Bondarzewia är ett släkte av svampar. Bondarzewia ingår i familjen Bondarzewiaceae, ordningen Russulales, klassen Agaricomycetes, divisionen basidiesvampar och riket svampar.
| Bondarzewia | \| \| Bondarzewia mesenterica \| \| \| \| \| \| Bondarzewia berkeleyi \| \| \| \| \| \| Bondarzewia guaitecasensis \| \| \| \| |
|             | \| \| Bondarzewia mesenterica \| \| \| \| \| \| Bondarzewia berkeleyi \| \| \| \| \| \| Bondarzewia guaitecasensis \| \| \| \| |
|             | Stecchericium |
|             | |
|             | Wrightoporia |
|             | |
|             | Amylosporus |
|             | |
|             | Heterobasidion |
|             | |
|             | Spiniger |
|             | |
|             | Gloiodon |
|             | |
|             | Amylaria |
|             | |
|             | Rigidoporopsis |
|             | |
|             | Bondarzewia mesenterica |
|             | |
|             | Bondarzewia berkeleyi |
|             | |
|             | Bondarzewia guaitecasensis |
|             | |

|  | Bondarzewia mesenterica    |
|  |                            |
|  | Bondarzewia berkeleyi      |
|  |                            |
|  | Bondarzewia guaitecasensis |
|  |                            |

## Källor

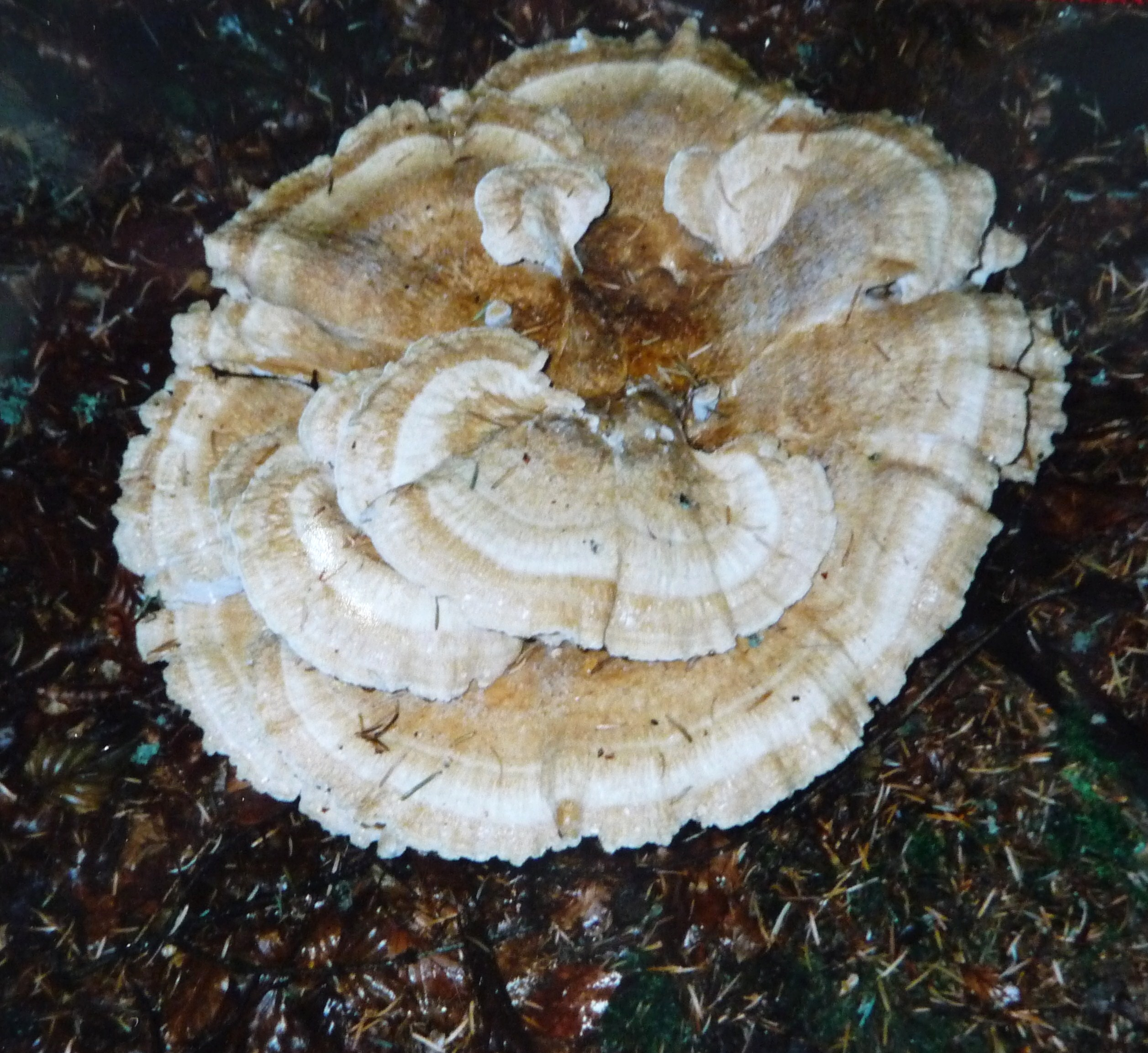
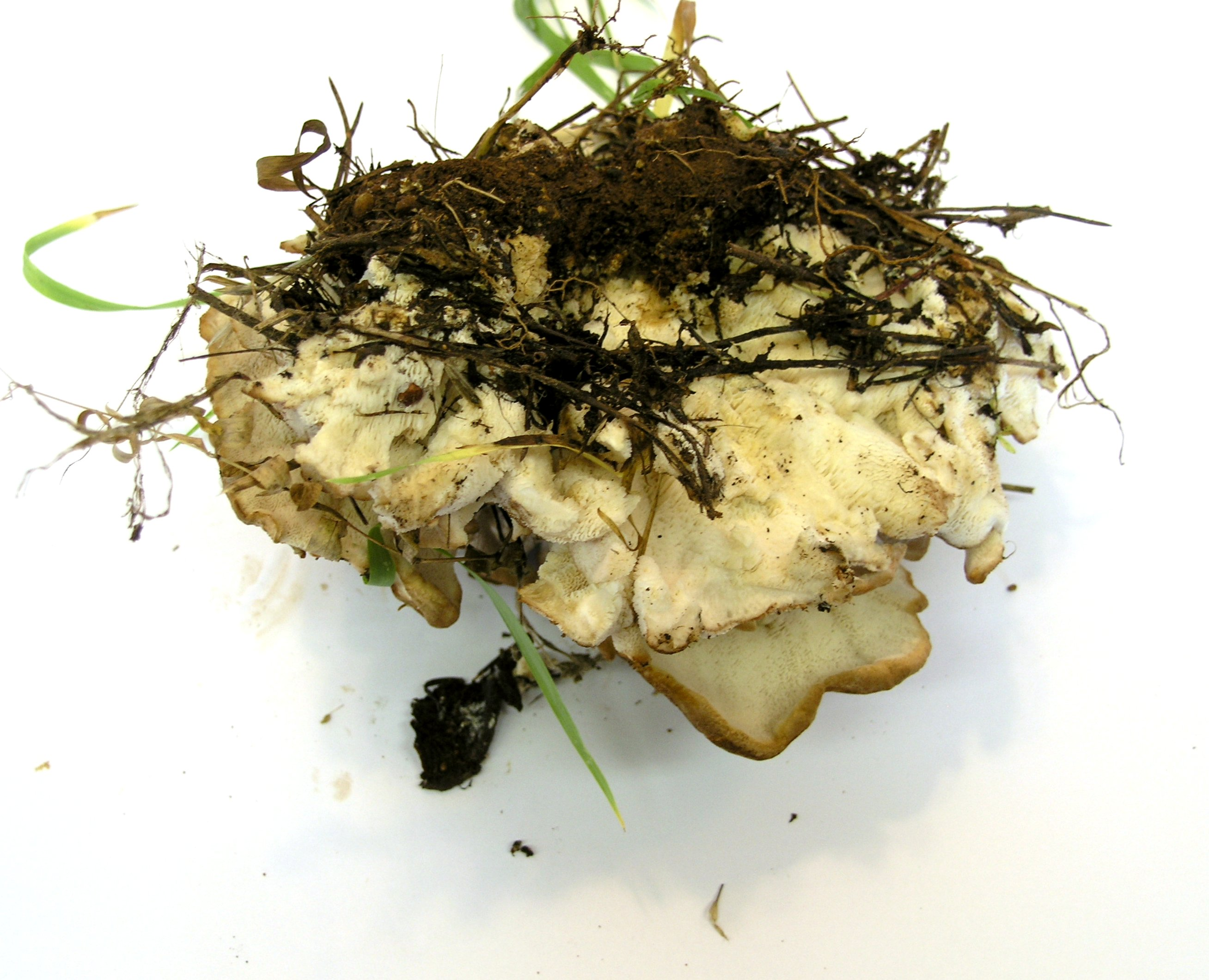
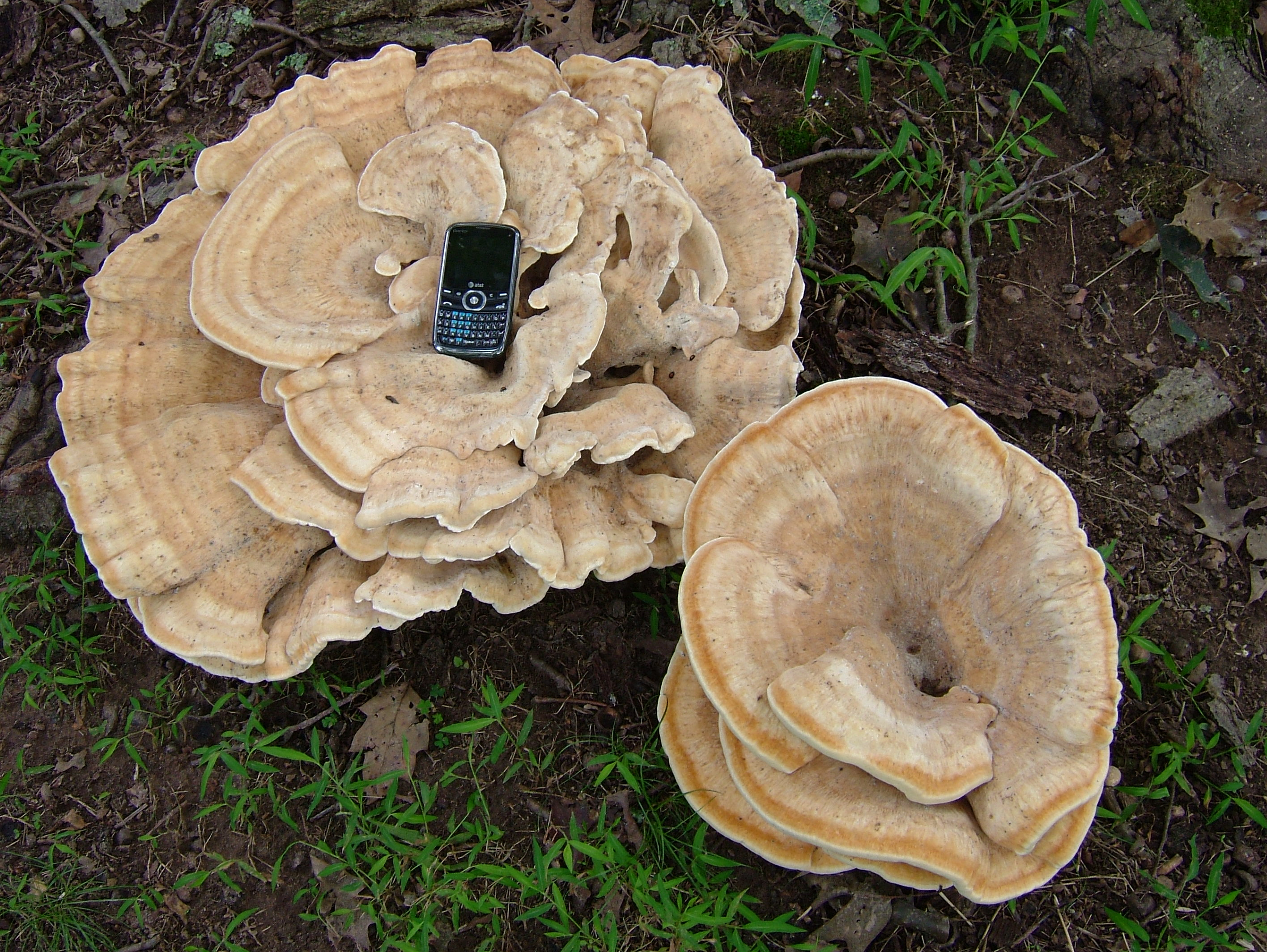
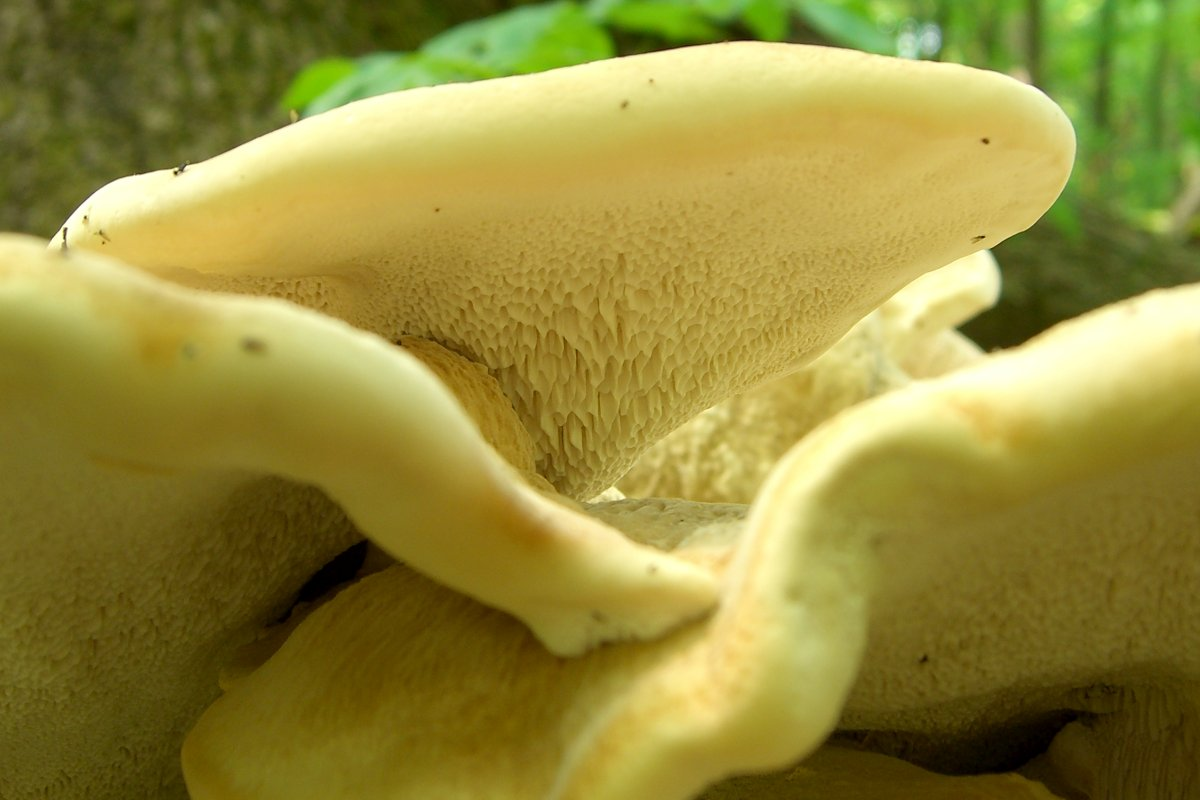
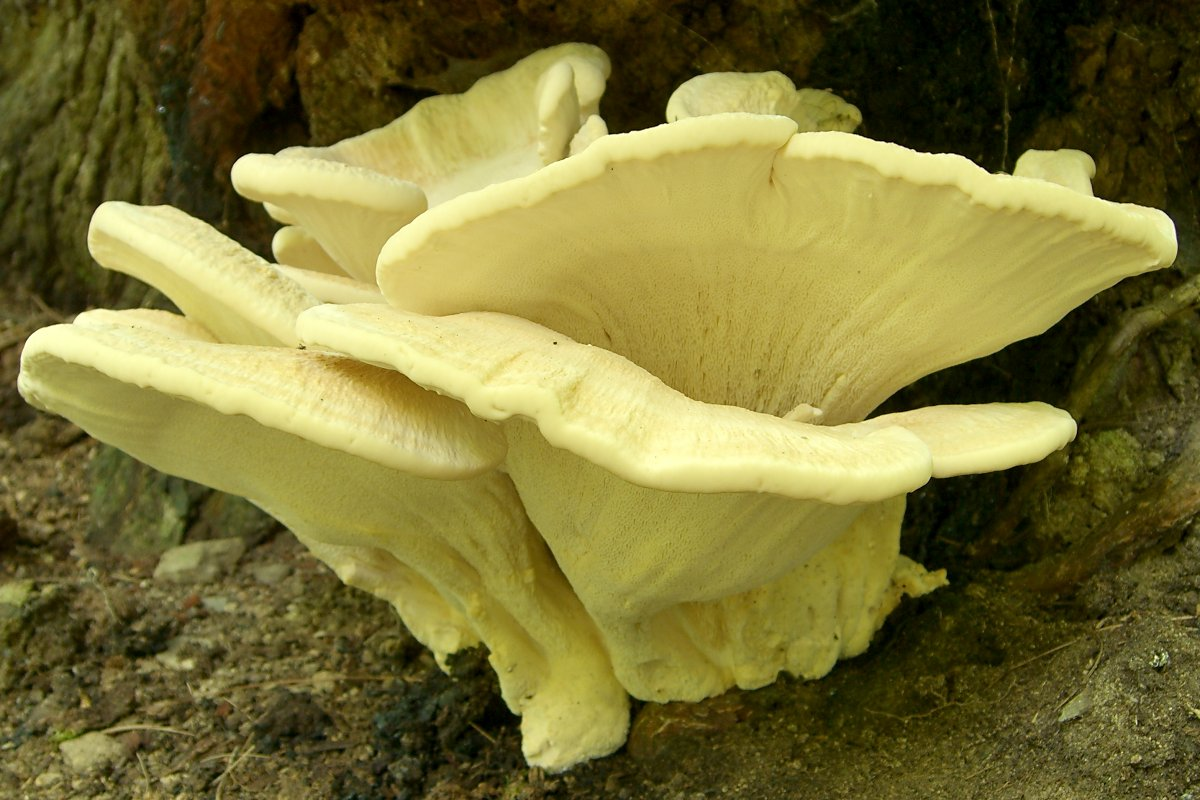
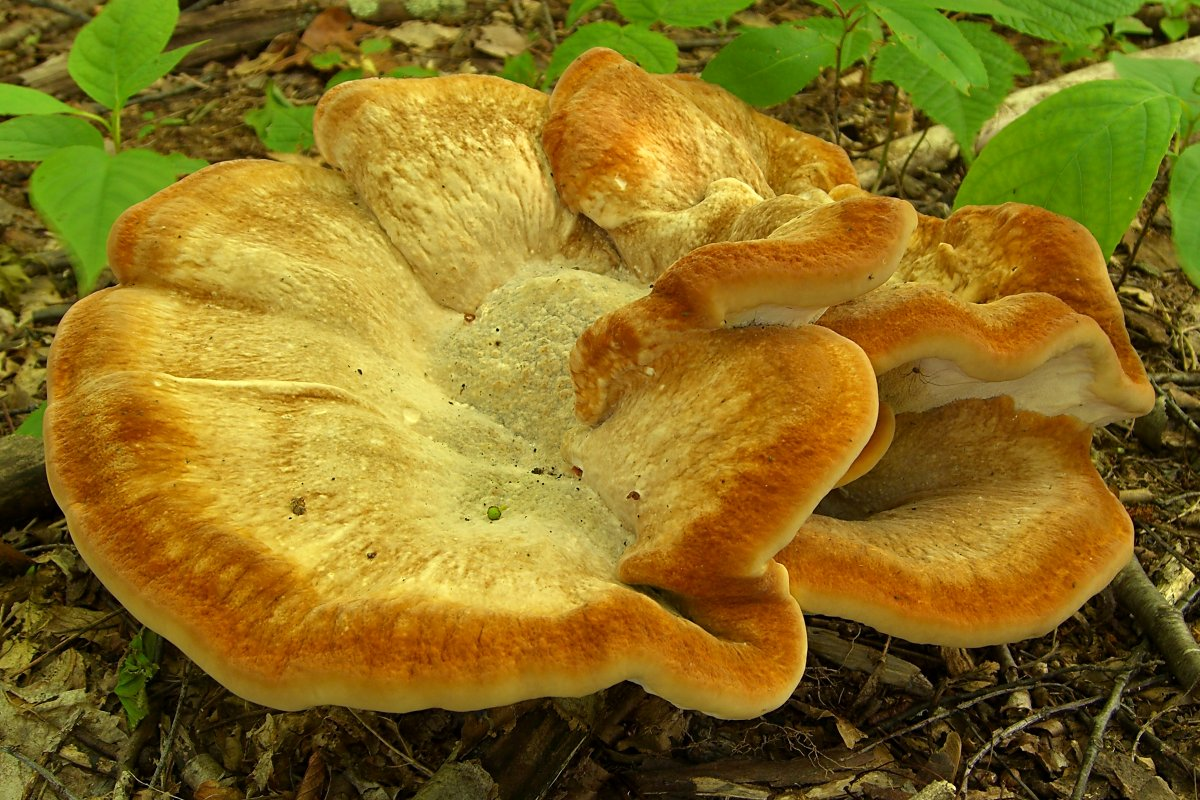